# Epiphractis
Epiphractis is een geslacht van vlinders van de familie sikkelmotten (Oecophoridae), uit de onderfamilie Oecophorinae.

## Soorten
- E. amphitricha Meyrick, 1910
- E. aulica Meyrick, 1912
- E. castella (Zeller, 1852)
- E. crocoplecta Meyrick, 1913
- E. imbellis Meyrick, 1914
- E. pauliani Viette, 1949
- E. phoenicis Meyrick, 1908
- E. rubricata Meyrick, 1913
- E. sarcopa (Meyrick, 1909)
- E. speciosella Legrand, 1966
- E. superciliaris Meyrick, 1930
- E. thysanarcha Meyrick, 1918
- E. tryphoxantha Meyrick, 1930